# روبرت فريزر
روبرت فريزر (بالإنجليزية: Robert Frazier)‏ (1951 في الولايات المتحدة)؛ روائي أمريكي.